# إي. دبليو. هامونز
إي. دبليو. هامونز (بالإنجليزية: E. W. Hammons)‏ هو منتج أفلام أمريكي، ولد في 2 ديسمبر 1882 في وينونا في الولايات المتحدة، وتوفي في 31 يوليو 1962 في نيو روتشيل في الولايات المتحدة.

## وصلات خارجية
- إي. دبليو. هامونز على موقع IMDb (الإنجليزية)